# Estadio 15 de Abril
El 15 de Abril es el estadio de fútbol del Club Atlético Unión de Santa Fe, se encuentra en la ciudad de Santa Fe, Argentina capital de la Provincia de Santa Fe. Allí también se encuentra la sede social del Club Atlético Unión.
El recinto lleva su nombre en homenaje a la fecha de fundación del club, fue el primero de cemento y con iluminación artificial en la región. Actualmente, cuenta con una capacidad para más de 27.000 personas.
El estadio 15 de abril fue la cuarta y última mudanza que tuvo Unión que, durante sus dos primeras décadas de vida, había pasado por dos campos de juego propios. El primero fue la ya inexistente plaza Santa Coloma, el segundo donde actualmente funciona el Colegio Nuestra Señora del Calvario en la intersección de las calles Urquiza y Suipacha; mientras que el tercero fue donde hoy se emplaza el rectorado de la Universidad Nacional del Litoral en Boulevard Pellegrini y San Jerónimo.

## Historia

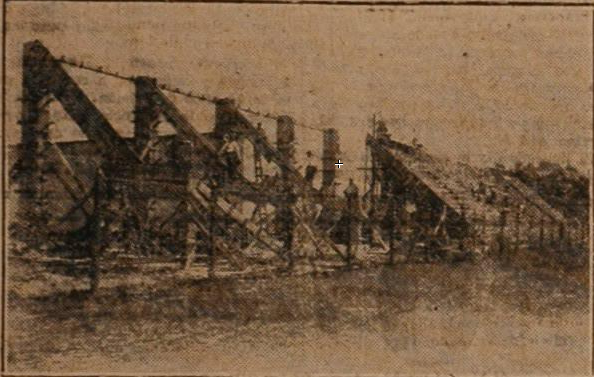
Construcción del estadio en 1928.

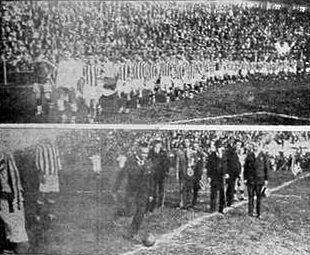
Arriba: Los futbolistas de todas las divisiones de Unión dentrando a la cancha. Abajo: El gob. Pedro Gómez Cello dando el puntapié inicial el día de la inauguración del estadio.

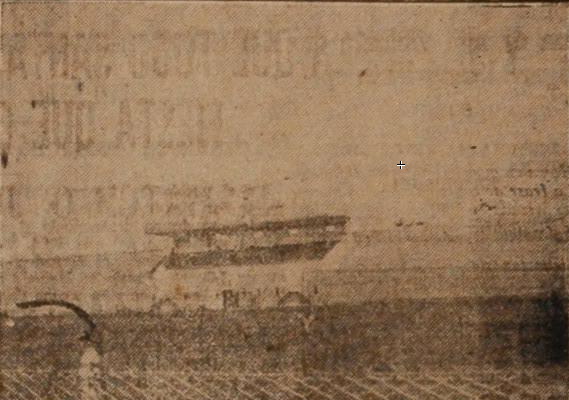
Imagen en 1929 del actual sector de socios.

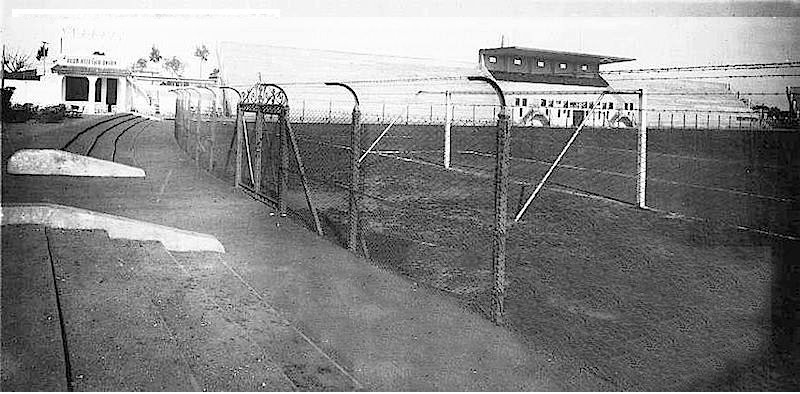
Imagen en 1930 del actual sector de socios.

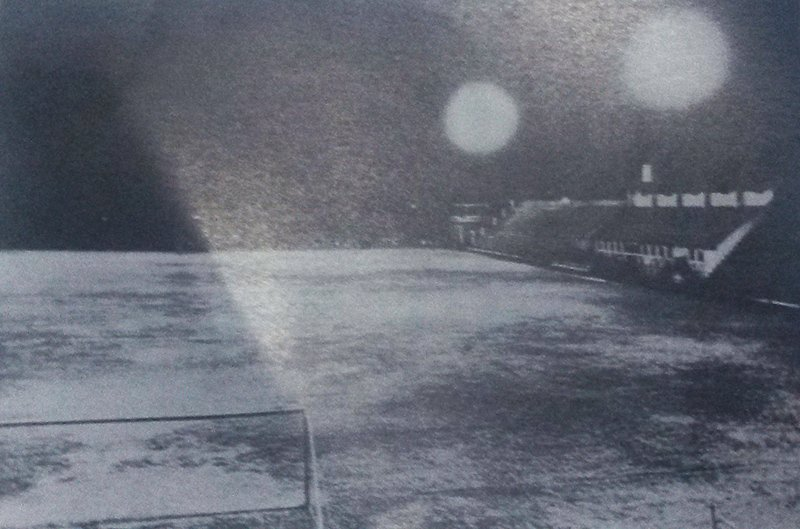
Imagen de la inauguración de las torres con luz artificial en 1931.

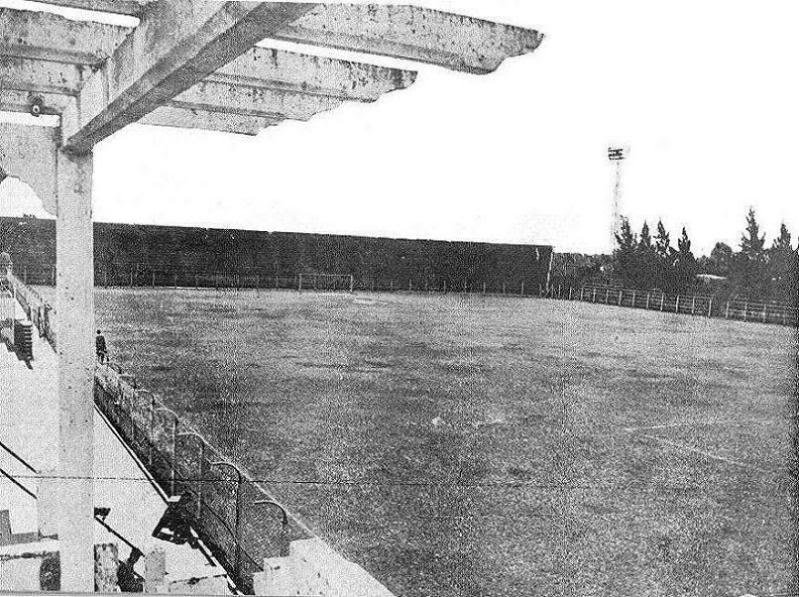
Imagen de la década del '40 del actual sector "Hernán René Indio Solari (La Redonda).

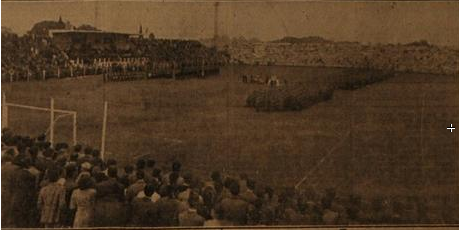
Imagen en 1944 del estadio.

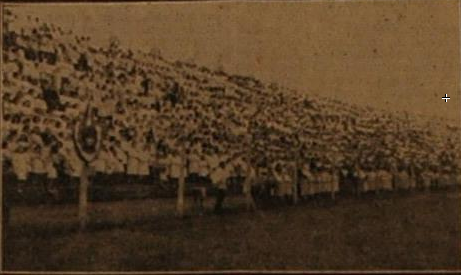
Imagen de la tribuna La Redonda en 1945.

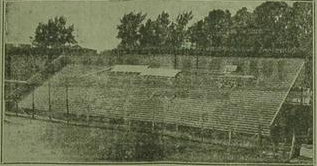
Imagen de la inauguración de la tribuna este en 1954.

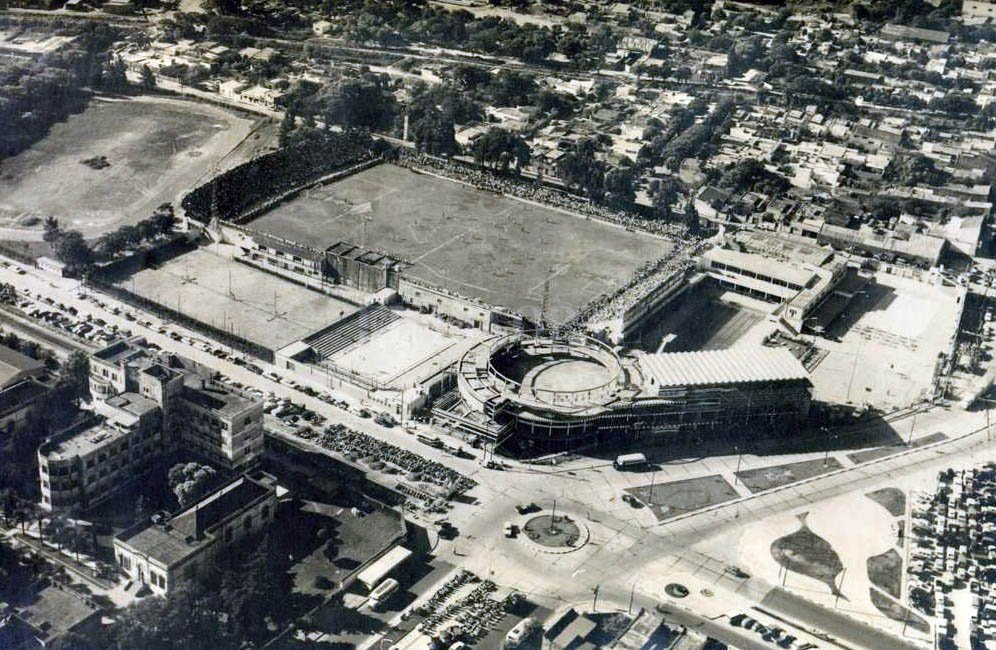
Imagen en 1960 del estadio.

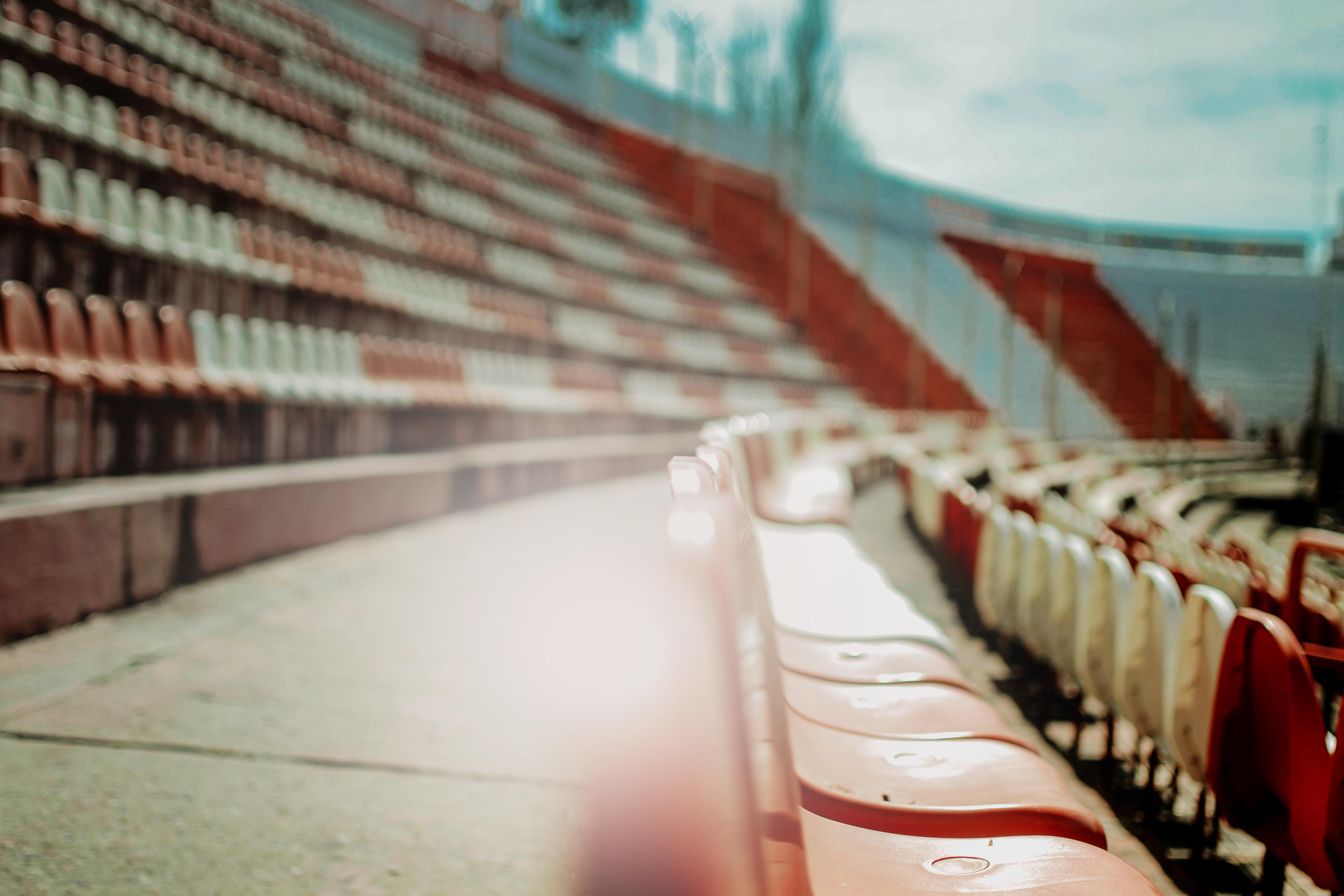
Imagen de la actual tribuna la redonda.

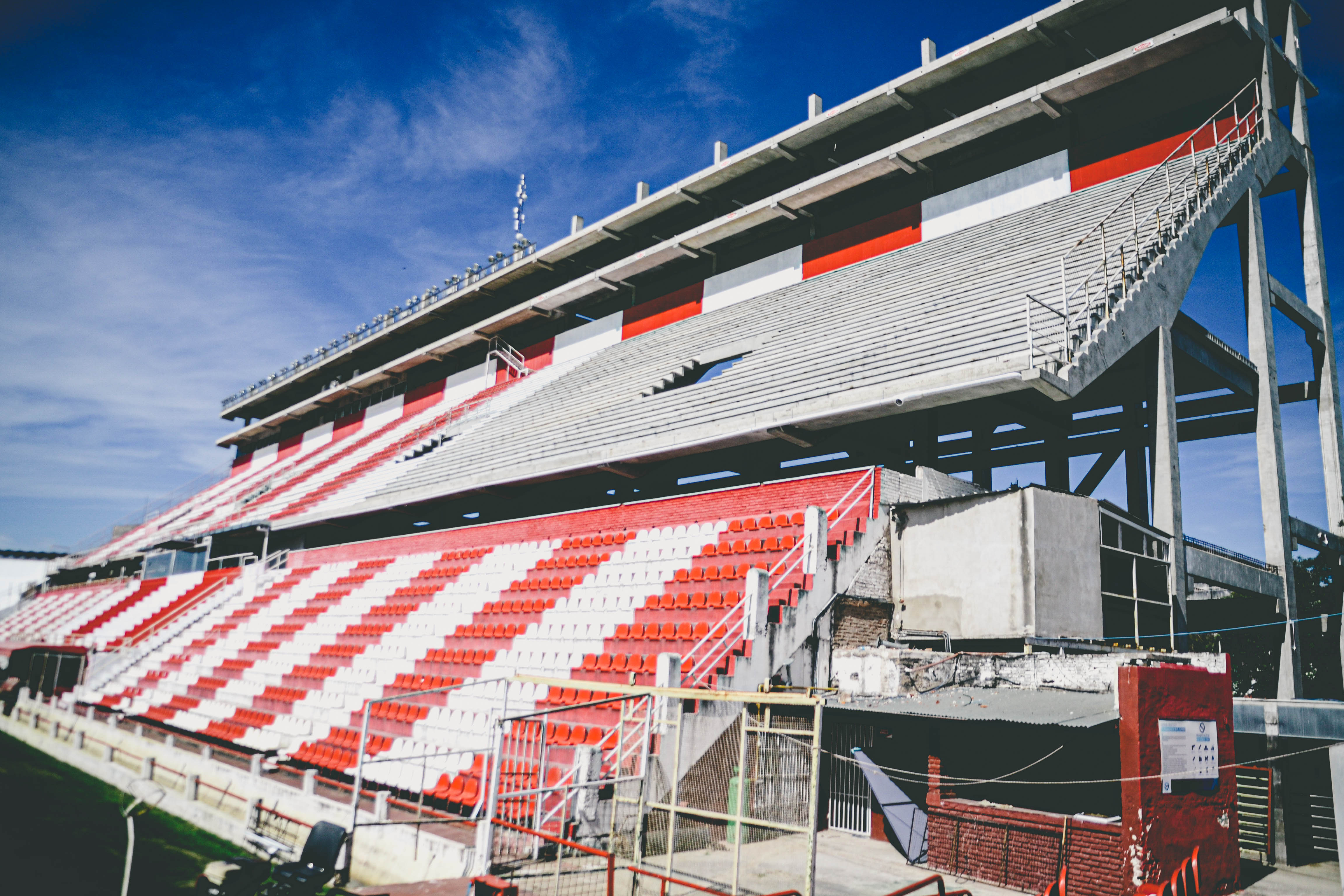
Imagen de la actual tribuna de socios.

En 1928 el club es dueño de un terreno totalmente pago, e inicia las obras que llevarán a la construcción del actual estadio de fútbol, el Estadio 15 de abril.
La idea de la dirigencia era inaugurar el recinto en la misma fecha que el club cumplía su 22 aniversario, pero por razones de calendario y climáticas, el Estadio 15 de abril finalmente fue inaugurado el domingo 28 de abril de 1929. Aquel día, la celebración comenzó por la mañana con desfile de delegaciones deportivas, presencias políticas municipales y provinciales, un partido de básquetbol, más uno de fútbol preliminar entre Atlético de Rafaela y San Lorenzo de Esperanza. Por la tarde llegó el cotejo principal: un encuentro amistoso disputado entre el primer equipo de Unión frente al combinado de la Asociación Amateurs Argentina de Football.
El día de su inauguración también fue puesta una placa en la tribuna (actual sector de socios) en honor al exjugador y fallecido en ese entonces Albino García y por un par de años el estadio fue conocido como el estadio Albino García, ya que la única tribuna del estadio llevaba su nombre hasta que el club inauguró nuevas tribunas y con el paso del tiempo el hincha se fue olvidando del jugador. Y en la década de 1990 el club denominó a la tribuna de socios como tribuna Marcelo Casabianca, también durante años la tribuna de socios era llamada como La Techada por ser la única del estadio en tener techo que en el año 2012 con las remodelaciones fue quitada. 
El 3 de noviembre de 1931 el club decidió instalar en su estadio las primeras torres de iluminación que existieron en Santa Fe. La obra fue realizada por la Empresa Siemens, demandando una inversión, muy importante para esa época, de $ 22 000. El primer partido nocturno en Santa Fe se disputó el sábado 12 de diciembre de 1931 a las 22:00hs en el estadio de la Avenida López y Planes. Ese día rojiblanco venció a Rosario Central por 3 a 1.
El 18 de diciembre de 1943 en un partido amistoso del Clásico Santafesino el sector de la tribuna norte era de maderas, lugar donde iban los visitantes se vino abajo provocando que varios fanáticos terminaron heridos y hospitalizados, después de ese incidente el club aposto a hacer todas las tribunas de cemento.
En la década de 1950 el club empezaría varias remodelaciones y ampliaciones en el estadio, empezando con la idea de primero de girar la cancha de norte a sur y llevarla más cerca de la calle Paraguay (actual presidente Perón) y construir un estadio con capacidad de 80 000 personas, pero la idea se vino abajo cuando hubo un cambio de gobernador en la provincia y el préstamo para el club fue cancelado y luego el presidente del club Esteban Yebra renunció, pero el sueño unionista no se detuvo y empezaron con la construcción de las últimas tribunas de cemento para el estadio así como la de construir un vestuario subterráneo, poner un asta de bandera que antes de cada partido tenía que ser izada. También en 1950, Unión fue el primer club del país en hacerle un homenaje a la primera dama María Eva Duarte de Perón poniéndole su nombre a la tribuna que está de espalda a la calle Cándido Pujato, la tribuna llevó su nombre hasta el Decreto Ley 4161 de 1956. En 1954 se inauguró la tribuna este (actual sector donde se ubica la barra de La Bomba), el estadio para esas décadas llegó a tener una capacidad para 30 000 personas siendo el estadio más grande de la ciudad, hasta que en la década de 1960 y 1970 empezaron con la colocación de butacas reduciendo la capacidad del estadio.
En la década de 1970, Unión fue la gran revolución del fútbol argentino comprando y vendiendo grandes jugadores entre esas ventas se destacan las de Gatti y Mastrángelo a Boca Juniors por 1 000 000 pesos ley, la de Jorge Garello a Independiente Santa Fe de Colombia por 50 000 dólares, la de Marchetti a River por 800 000 pero sin duda las ventas más destacadas fueron las de Trossero por 175 000 dólares al Football Club de Nantes de Francia y la de Luque a River por 10 000 000 pesos ley con la gran cantidad de dinero que recaudo el club con las ventas empezó un proceso de remodelación y ampliación del estadio, lo primero fue ampliar hacia arriba la tribuna que está de espalda a la calle Cándido Pujato, lo segundo fue terminar la tribuna este y hacer un codo que una la tribuna este con la tribuna norte y esta tribuna con la oeste.

### Ampliación:El Estadio de la Gente
Actualmente hay un proyecto de ampliación, presentado en el año 2012, que contempla 4 etapas independientes una de otra.
- La primera sobre la platea lateral sur ampliaría la capacidad del estadio a 29 000 personas, con una tribuna nueva sobre la existente y tres hileras de palcos.
- La segunda es una bandeja sobre la tribuna Hernán René Solari (conocida como La Redonda) para la parcialidad visitante.
- La tercera etapa contempla la construcción de palcos sobre la tribuna lateral norte de calle Cándido Pujato.
- La cuarta y última etapa dispone una bandeja sobre la actual tribuna que da a la Av. López y Planes, similar a la etapa dos.

La capacidad total del estadio, una vez finalizada las cuatro etapas, sería de 40 000 personas. La idea de la comisión directiva del club fue realizar las ampliaciones con dinero propio del club y de los socios. Debido a esto, el proyecto lleva el nombre de "El Estadio de la Gente". Actualmente, se lleva realizada la primera etapa, habiéndose concluido la tribuna sur, lo que hace que el estadio esté habilitado por la Municipalidad de Santa Fe para 29 000 personas.

## Ubicación
La dirección del 15 de abril se corresponde con la de la sede del Club Atlético Unión: Avenida López y Planes 3513. Además de dicha calle, es rodeado por otras dos avenidas: Presidente Juan Domingo Perón y el Bulevar Carlos Pellegrini, por lo que es conocido popularmente como el estadio de La Avenida. La cuarta y última calle que lo circunda es Cándido Pujato.
Históricamente, el emplazamiento del Club Unión era el límite sur del popular barrio Barranquitas, pero los cambios más recientes en los planos de la ciudad hoy lo ubican dentro del barrio Mariano Comas.

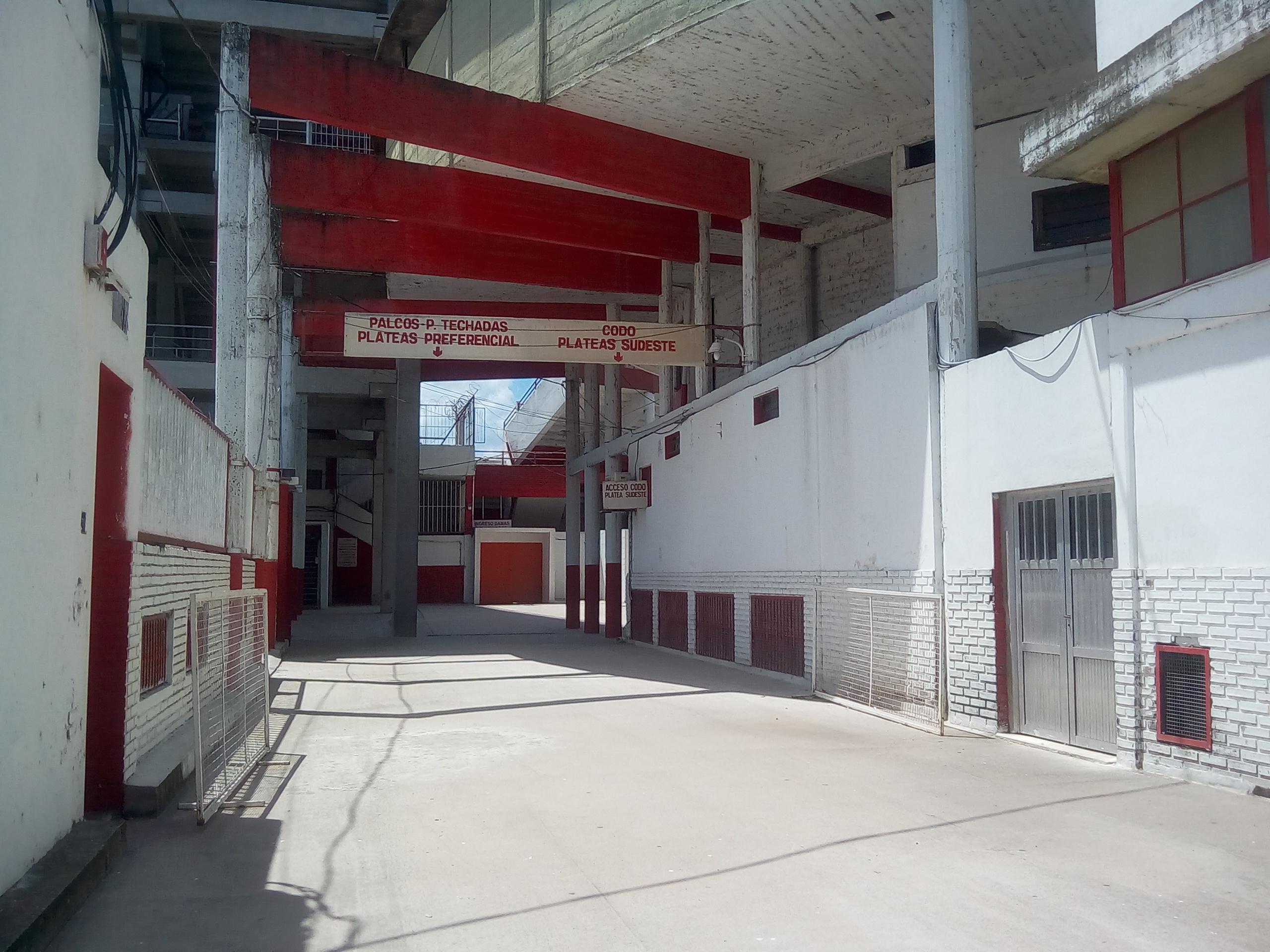
Entrada al palcos y plateas del estadio.

## Eventos deportivos

### Copa Argentina

#### Copa Argentina 2015/2016
| Fecha                | Fase                   | Equipo              |                                     | Resultado     |                                     | Equipo          |
| -------------------- | ---------------------- | ------------------- | ----------------------------------- | ------------- | ----------------------------------- | --------------- |
| 31 de agosto de 2016 | Dieciseisavos de final | Atlético de Rafaela | Bandera de la Provincia de Santa Fe | (1) 2 - 2 (3) | Bandera de la Provincia de Santa Fe | Rosario Central |

#### Copa Argentina 2016/2017
| Fecha                   | Fase                     | Equipo            |                                     | Resultado     |                                         | Equipo          |
| ----------------------- | ------------------------ | ----------------- | ----------------------------------- | ------------- | --------------------------------------- | --------------- |
| 25 de abril de 2017     | Treintaidosavos de final | Rosario Central   | Bandera de la Provincia de Santa Fe | 1 - 0         | Bandera de la Provincia de Buenos Aires | Cañuelas        |
| 24 de mayo de 2017      | Treintaidosavos de final | Belgrano          | Bandera de la Provincia de Córdoba  | (3) 1 - 1 (2) | Bandera de la Provincia de Buenos Aires | Estudiantes     |
| 11 de junio de 2017     | Treintaidosavos de final | Newell's Old Boys | Bandera de la Provincia de Santa Fe | 4 - 1         | Bandera de la Provincia de Salta        | Central Norte   |
| 4 de septiembre de 2017 | Dieciseisavos de final   | Newell's Old Boys | Bandera de la Provincia de Santa Fe | 1 - 2         | Bandera de la Provincia de Mendoza      | Godoy Cruz      |
| 9 de octubre de 2017    | Octavos de final         | Belgrano          | Bandera de la Provincia de Córdoba  | 1 - 2         | Bandera de la Ciudad de Buenos Aires    | Atlanta         |
| 24 de octubre de 2017   | Cuartos de final         | Atlético          | Bandera de la Provincia de Tucumán  | 1 - 0         | Bandera de la Ciudad de Buenos Aires    | Vélez Sarsfield |

#### Copa Argentina 2017/2018
| Fecha                | Fase                     | Equipo            |                                                | Resultado     |                                         | Equipo             |
| -------------------- | ------------------------ | ----------------- | ---------------------------------------------- | ------------- | --------------------------------------- | ------------------ |
| 18 de mayo de 2018   | Treintaidosavos de final | Newell's Old Boys | Bandera de la Provincia de Santa Fe            | 2 - 0         | Bandera de la Provincia del Neuquén     | Deportivo          |
| 2 de agosto de 2018  | Treintaidosavos de final | Rosario Central   | Bandera de la Provincia de Santa Fe            | 6 - 0         | Bandera de la Provincia de Salta        | Juventud Antoniana |
| 4 de agosto de 2018  | Dieciseisavos de final   | Central Córdoba   | Bandera de la Provincia de Santiago del Estero | 2 - 0         | Bandera de la Provincia de Buenos Aires | Tigre              |
| 3 de octubre de 2018 | Octavos de final         | Rosario Central   | Bandera de la Provincia de Santa Fe            | (5) 1 - 1 (4) | Bandera de la Provincia de Buenos Aires | Almagro            |

#### Copa Argentina 2018/2019
| Fecha                | Fase                     | Equipo             |                                         | Resultado     |                                                | Equipo                 |
| -------------------- | ------------------------ | ------------------ | --------------------------------------- | ------------- | ---------------------------------------------- | ---------------------- |
| 21 de marzo de 2019  | Treintaidosavos de final | Gimnasia y Esgrima | Bandera de la Provincia de Buenos Aires | (5) 0 - 0 (3) | Bandera de la Provincia de Buenos Aires        | Defensores de Belgrano |
| 24 de marzo de 2019  | Treintaidosavos de final | Newell's Old Boys  | Bandera de la Provincia de Santa Fe     | 1 - 2         | Bandera de la Provincia de Buenos Aires        | Villa Mitre            |
| 22 de mayo de 2019   | Treintaidosavos de final | San Lorenzo        | Bandera de la Ciudad de Buenos Aires    | 0 - 2         | Bandera de la Provincia de San Luis            | Estudiantes            |
| 21 de agosto de 2019 | Dieciseisavos de final   | All Boys           | Bandera de la Ciudad de Buenos Aires    | 0 - 1         | Bandera de la Provincia de Santiago del Estero | Central Córdoba        |

#### Copa Argentina 2019/2020
| Fecha                 | Fase                     | Equipo    |                                       | Resultado     |                                    | Equipo    |
| --------------------- | ------------------------ | --------- | ------------------------------------- | ------------- | ---------------------------------- | --------- |
| 27 de febrero de 2020 | Treintaidosavos de final | Patronato | Bandera de la Provincia de Entre Ríos | (5) 1 - 1 (3) | Bandera de la Provincia de Córdoba | Instituto |

#### Copa Argentina 2022
| Fecha               | Fase                     | Equipo                  |                                         | Resultado     |                                       | Equipo         |
| ------------------- | ------------------------ | ----------------------- | --------------------------------------- | ------------- | ------------------------------------- | -------------- |
| 15 de marzo de 2022 | Treintaidosavos de final | Arsenal                 | Bandera de la Provincia de Buenos Aires | (4) 0 - 0 (5) | Bandera de la Provincia del Chaco     | Chaco For Ever |
| 13 de mayo de 2022  | Treintaidosavos de final | Rosario Central         | Bandera de la Provincia de Santa Fe     | (5) 1 - 1 (3) | Bandera de la Provincia del Río Negro | Sol de Mayo    |
| 13 de julio de 2022 | Dieciseisavos de final   | Estudiantes de La Plata | Bandera de la Provincia de Buenos Aires | 0 - 1         | Bandera de la Provincia de Córdoba    | Belgrano       |

#### Copa Argentina 2023
| Fecha                 | Fase                     | Equipo                |                                    | Resultado     |                                         | Equipo             |
| --------------------- | ------------------------ | --------------------- | ---------------------------------- | ------------- | --------------------------------------- | ------------------ |
| 19 de abril de 2023   | Treintaidosavos de final | San Martín de Tucumán | Bandera de la Provincia de Tucumán | (4) 0 - 0 (5) | Bandera de la Provincia de Buenos Aires | Deportivo Morón    |
| 11 de octubre de 2023 | Cuartos de final         | Chaco For Ever        | Bandera de la Provincia del Chaco  | (6) 1 - 1 (7) | Bandera de la Provincia de Buenos Aires | Defensa y Justicia |

#### Copa Argentina 2024
| Fecha                   | Fase                     | Equipo           |                                      | Resultado     |                                                | Equipo                 |
| ----------------------- | ------------------------ | ---------------- | ------------------------------------ | ------------- | ---------------------------------------------- | ---------------------- |
| 14 de marzo de 2024     | Treintaidosavos de final | Rosario Central  | Bandera de la Provincia de Santa Fe  | (4) 1 - 1 (3) | Bandera de la Provincia de Buenos Aires        | Douglas Haig           |
| 20 de marzo de 2024     | Treintaidosavos de final | Atlético Tucumán | Bandera de la Provincia de Tucumán   | 4 - 0         | Bandera de la Ciudad de Buenos Aires           | Defensores de Belgrano |
| 11 de diciembre de 2024 | Final                    | Vélez Sarsfield  | Bandera de la Ciudad de Buenos Aires | 0 - 1         | Bandera de la Provincia de Santiago del Estero | Central Córdoba        |

## Unión en el15 de Abril
| Temporada                        | PJ   | PG  | PE  | PP  | GF   | GC   |
| -------------------------------- | ---- | --- | --- | --- | ---- | ---- |
| Federación Santafesina 1929      | 9    | 5   | 3   | 1   | 29   | 8    |
| Federación Santafesina 1930      | 8    | 4   | 1   | 3   | 17   | 10   |
| Federación Santafesina 1931      | 5    | 4   | 0   | 1   | 21   | 2    |
| Liga Santafesina 1931            | 6    | 3   | 0   | 3   | 12   | 9    |
| Liga Santafesina 1932            | 8    | 8   | 0   | 0   | 32   | 7    |
| Liga Santafesina 1933            | 8    | 4   | 3   | 1   | 16   | 9    |
| Liga Santafesina 1934            | 9    | 8   | 1   | 0   | 28   | 10   |
| Liga Santafesina 1935            | 9    | 7   | 2   | 0   | 32   | 10   |
| Liga Santafesina 1936            | 7    | 6   | 1   | 0   | 25   | 3    |
| Liga Santafesina 1937            | 10   | 3   | 1   | 6   | 18   | 11   |
| Campeonato de Honor 1938         | 5    | 3   | 2   | 0   | 18   | 10   |
| Liga Santafesina 1938            | 4    | 3   | 0   | 1   | 14   | 4    |
| Campeonato de Honor 1939         | 2    | 2   | 0   | 0   | 5    | 0    |
| Campeonato del Litoral 1939      | 8    | 7   | 1   | 0   | 14   | 2    |
| Segunda División 1940            | 17   | 12  | 2   | 3   | 46   | 26   |
| Segunda División 1941            | 17   | 12  | 4   | 1   | 54   | 23   |
| Segunda División 1942            | 16   | 9   | 4   | 3   | 38   | 23   |
| Segunda División 1943            | 17   | 15  | 0   | 2   | 59   | 15   |
| Segunda División 1944            | 17   | 8   | 8   | 1   | 40   | 29   |
| Segunda División 1945            | 19   | 14  | 4   | 1   | 56   | 24   |
| Segunda División 1946            | 20   | 14  | 4   | 2   | 62   | 26   |
| Segunda División 1947            | 19   | 15  | 3   | 1   | 48   | 14   |
| Segunda División 1948            | 10   | 7   | 0   | 3   | 18   | 12   |
| Primera B 1949                   | 16   | 14  | 1   | 1   | 50   | 13   |
| Primera B 1950                   | 9    | 5   | 4   | 0   | 19   | 10   |
| Campeonato de Honor 1950         | 5    | 5   | 0   | 0   | 9    | 2    |
| Primera B 1951                   | 15   | 10  | 5   | 0   | 33   | 11   |
| Primera B 1952                   | 17   | 7   | 4   | 6   | 32   | 27   |
| Primera B 1953                   | 17   | 12  | 1   | 4   | 45   | 24   |
| Primera B 1954                   | 17   | 11  | 5   | 1   | 46   | 22   |
| Primera B 1955                   | 17   | 13  | 2   | 2   | 43   | 9    |
| Primera B 1956                   | 17   | 10  | 5   | 2   | 43   | 15   |
| Primera B 1957                   | 17   | 12  | 4   | 1   | 50   | 20   |
| Primera B 1958                   | 17   | 12  | 3   | 2   | 40   | 24   |
| Primera B 1959                   | 17   | 10  | 4   | 3   | 34   | 21   |
| Copa de Campeones 1959           | 1    | 1   | 0   | 0   | 3    | 2    |
| Primera B 1960                   | 17   | 10  | 5   | 2   | 42   | 20   |
| Primera B 1961                   | 17   | 9   | 6   | 2   | 44   | 19   |
| Primera B 1962                   | 17   | 8   | 5   | 4   | 31   | 29   |
| Primera B 1963                   | 16   | 12  | 3   | 1   | 39   | 10   |
| Primera B 1964                   | 11   | 8   | 2   | 1   | 24   | 4    |
| Primera B 1965                   | 22   | 12  | 8   | 2   | 37   | 14   |
| Primera B 1966                   | 21   | 16  | 5   | 0   | 35   | 2    |
| Metropolitano 1967               | 20   | 6   | 10  | 4   | 17   | 17   |
| Primera B 1968                   | 16   | 9   | 7   | 0   | 31   | 7    |
| Metropolitano 1969               | 11   | 4   | 1   | 6   | 12   | 13   |
| Nacional 1969                    | 9    | 2   | 4   | 3   | 9    | 12   |
| Copa Argentina 1970              | 2    | 0   | 1   | 1   | 3    | 5    |
| Metropolitano 1970               | 16   | 8   | 3   | 5   | 21   | 16   |
| Regional 1971                    | 2    | 1   | 1   | 0   | 12   | 2    |
| Regional 1972                    | 8    | 5   | 3   | 0   | 16   | 6    |
| Primera B 1973                   | 18   | 9   | 8   | 1   | 30   | 9    |
| Primera B 1974                   | 18   | 10  | 6   | 2   | 28   | 16   |
| Metropolitano 1975               | 18   | 14  | 4   | 0   | 39   | 11   |
| Nacional 1975                    | 8    | 4   | 3   | 1   | 17   | 10   |
| Metropolitano 1976               | 11   | 10  | 0   | 1   | 27   | 6    |
| Nacional 1976                    | 9    | 6   | 2   | 1   | 16   | 3    |
| Metropolitano 1977               | 22   | 10  | 10  | 2   | 35   | 20   |
| Nacional 1977                    | 7    | 4   | 2   | 1   | 14   | 8    |
| Metropolitano 1978               | 19   | 14  | 3   | 2   | 34   | 12   |
| Nacional 1978                    | 9    | 7   | 1   | 1   | 14   | 3    |
| Metropolitano 1979               | 9    | 5   | 3   | 1   | 12   | 6    |
| Nacional 1979                    | 10   | 5   | 4   | 1   | 18   | 7    |
| Metropolitano 1980               | 17   | 12  | 2   | 3   | 23   | 10   |
| Nacional 1980                    | 8    | 7   | 1   | 0   | 16   | 4    |
| Metropolitano 1981               | 17   | 11  | 4   | 2   | 27   | 8    |
| Nacional 1981                    | 7    | 2   | 4   | 1   | 7    | 3    |
| Nacional 1982                    | 9    | 4   | 5   | 0   | 20   | 5    |
| Metropolitano 1982               | 18   | 7   | 8   | 3   | 25   | 19   |
| Nacional 1983                    | 7    | 3   | 4   | 0   | 9    | 1    |
| Metropolitano 1983               | 18   | 9   | 7   | 2   | 28   | 19   |
| Nacional 1984                    | 3    | 1   | 1   | 1   | 5    | 5    |
| Metropolitano 1984               | 18   | 8   | 3   | 7   | 27   | 19   |
| Nacional 1985                    | 4    | 1   | 1   | 2   | 7    | 4    |
| Primera División 1985-86         | 18   | 6   | 8   | 4   | 13   | 15   |
| Primera División 1986-87         | 19   | 6   | 10  | 3   | 18   | 14   |
| Primera División 1987-88         | 17   | 5   | 10  | 2   | 22   | 18   |
| Nacional B 1988-89               | 24   | 12  | 10  | 2   | 35   | 12   |
| Primera División 1989-90         | 19   | 7   | 9   | 3   | 22   | 12   |
| Primera División 1990-91         | 19   | 7   | 6   | 6   | 29   | 31   |
| Primera División 1991-92         | 19   | 3   | 9   | 7   | 10   | 14   |
| Nacional B 1992-93               | 21   | 9   | 7   | 5   | 36   | 20   |
| Nacional B 1993-94               | 21   | 11  | 8   | 2   | 34   | 14   |
| Nacional B 1994-95               | 21   | 11  | 5   | 5   | 42   | 23   |
| Nacional B 1995-96               | 24   | 17  | 5   | 2   | 54   | 20   |
| Primera División 1996-97         | 19   | 8   | 6   | 5   | 31   | 25   |
| Primera División 1997-98         | 19   | 6   | 8   | 5   | 27   | 31   |
| Primera División 1998-99         | 19   | 8   | 4   | 7   | 31   | 36   |
| Primera División 1999-00         | 19   | 7   | 4   | 8   | 28   | 31   |
| Primera División 2000-01         | 19   | 8   | 5   | 6   | 32   | 22   |
| Primera División 2001-02         | 20   | 5   | 7   | 8   | 23   | 24   |
| Primera División 2002-03         | 18   | 5   | 5   | 8   | 22   | 25   |
| B Nacional 2003-04               | 20   | 10  | 6   | 4   | 34   | 21   |
| B Nacional 2004-05               | 19   | 9   | 7   | 3   | 32   | 22   |
| B Nacional 2005-06               | 19   | 6   | 11  | 2   | 23   | 16   |
| B Nacional 2006-07               | 19   | 9   | 6   | 4   | 22   | 11   |
| B Nacional 2007-08               | 20   | 10  | 7   | 3   | 31   | 18   |
| B Nacional 2008-09               | 19   | 8   | 7   | 4   | 25   | 17   |
| B Nacional 2009-10               | 19   | 12  | 5   | 2   | 33   | 14   |
| B Nacional 2010-11               | 19   | 10  | 1   | 8   | 24   | 21   |
| Primera División 2011-12         | 19   | 5   | 12  | 2   | 19   | 15   |
| Primera División 2012-13         | 19   | 1   | 13  | 5   | 18   | 24   |
| B Nacional 2013-14               | 21   | 7   | 11  | 3   | 29   | 25   |
| B Nacional 2014                  | 10   | 7   | 2   | 1   | 18   | 4    |
| Primera División 2015            | 16   | 5   | 7   | 4   | 16   | 13   |
| Transición 2016                  | 8    | 4   | 2   | 2   | 14   | 12   |
| Primera División 2016-17         | 15   | 7   | 3   | 5   | 14   | 15   |
| Superliga 2017-18                | 13   | 7   | 6   | 0   | 20   | 7    |
| Superliga 2018-19                | 13   | 5   | 4   | 4   | 14   | 13   |
| Copa Sudamericana 2019           | 1    | 1   | 0   | 0   | 2    | 0    |
| Copa de la Superliga 2019        | 2    | 1   | 0   | 1   | 4    | 3    |
| Superliga 2019-20                | 11   | 4   | 3   | 4   | 9    | 11   |
| Copa Sudamericana 2020           | 3    | 1   | 1   | 1   | 3    | 1    |
| Copa de la Superliga 2020        | 1    | 0   | 1   | 0   | 1    | 1    |
| Copa de la Liga Profesional 2020 | 6    | 2   | 1   | 3   | 9    | 10   |
| Copa de la Liga Profesional 2021 | 6    | 2   | 4   | 0   | 7    | 5    |
| Primera División 2021            | 13   | 6   | 2   | 5   | 22   | 13   |
| Copa de la Liga Profesional 2022 | 7    | 5   | 0   | 2   | 8    | 5    |
| Copa Sudamericana 2022           | 4    | 1   | 2   | 1   | 4    | 3    |
| Primera División 2022            | 13   | 5   | 2   | 6   | 12   | 17   |
| Total                            | 1631 | 859 | 484 | 288 | 2976 | 1595 |

## Conciertos
| País                 | Artista                                 | Año        |
| -------------------- | --------------------------------------- | ---------- |
| Bandera de Argentina | Sandro                                  | 1976, 1980 |
| Bandera de México    | Luis Miguel                             | 1994       |
| Bandera de Argentina | Patricio Rey y sus Redonditos de Ricota | 1996       |
| Bandera de Argentina | Los Piojos                              | 1997, 2001 |
| Bandera de Argentina | Erreway                                 | 2003       |
| Bandera de Argentina | Soledad Pastorutti                      | 2007       |
| Bandera de Argentina | La Renga                                | 2007       |
| Bandera de Argentina | Callejeros                              | 2007       |
| Bandera de Guatemala | Ricardo Arjona                          | 2009       |